# Spider-Man 2 (Original Motion Picture Score)
«Spider-Man 2 (Original Motion Picture Score)» es la banda sonora de la película Spider-Man 2 (2004), dirigida por Sam Raimi. Fue compuesta principalmente por Danny Elfman, dirigida por Pete Anthony e interpretada por The Hollywood Studio Symphony, y lanzada el 27 de julio de 2004 por medio de Columbia Records y Sony Music Soundtrax.
La partitura sería el último trabajo de Elfman en la trilogía de Spider-Man, quién se distanció del director Sam Raimi tras diferencias creativas y conflictos que se dieron durante la etapa final de producción de Spider-Man 2. A pesar de haber finalizado la composición musical, John Debney y Christopher Young reelaboraron nuevos temas para la banda sonora.
La versión expandida sería lanzada el 1 de noviembre de 2024 por medio del sello discográfico La-La Land Records, coincidiendo con el vigésimo aniversario de la película, bajo el nombre de «Spider-Man 2 (20th Anniversary Motion Picture Score)».

## Composición
Luego del estreno de Spider-Man, Danny Elfman fue contratado nuevamente para componer la banda sonora de Spider-Man 2, en la que buscó implementar varios de los elementos que compuso previamente en la película anterior, pero rescatando varias de las ideas que no logró incorporar previamente, y al mismo tiempo, que pudiera evolucionar conforme transcurría la película.
En el detrás de escenas de Spider-Man 2, Elfman explica que, a diferencia de su predecesora, el proceso de composición para la secuela fue un poco más sencillo, siendo lo más complicado desarrollar los temas principales que aparecerían en toda la partitura:

«La parte más difícil es el tono inicial de los temas principales. Eso me vuelve loco, no tengo que hacerlo. En lugar de eso puedo hacer variaciones, y las variaciones son siempre divertidas, entonces, ¿Dónde puedo elegir algo y convertirlo en algo nuevo, o en algo que no he hecho, o algo que quería hacer la primera vez pero no tuve la oportunidad?»

Además de usar variaciones de los temas que aparecieron con anterioridad en la cinta previa, Danny Elfman creó nuevas composiciones para los personajes. No obstante, comentó que decidió volver a empezar la composición musical tomando las escenas que mostraban los conflictos y dudas de los personajes:

«Compongo primero las escenas mayores, pero no las de acción. Las escenas de acción llevan mucho tiempo, pero el tema principal no se basa en ellas. Busco las escenas más dinámicas, las escenas emocionales. En general, algo en el medio de la película que es un punto clave. Casi siempre hay una escena grande en que ocurre un gran conflicto. Yo sé que si logro capturar la parte más difícil de la película puedo seguir a partir de ahí y decir: 'Bueno, esto funciona muy bien', ahora puedo volver al principio y empezar a trabajar... no necesariamente en orden, pero lo más que pueda. Pero ya sé a dónde ir porque ya he desarrollado lo que ahora voy a hacer desde el principio, hasta llegar a la versión completa, y estoy seguro de que va a resultar bien.»

## Salida de Danny Elfman
En la producción final de la película, el director Sam Raimi y Danny Elfman tuvieron múltiples desacuerdos, lo que llevó a Elfman abandonar la franquicia de Spider-Man una vez que terminó de componer su partitura, negándose a trabajar con Raimi en Spider-Man 3 y en cualquier proyecto futuro que lo involucrase. 
De acuerdo con Elfman, trabajar en Spider-Man 2 durante la última etapa de producción fue una “experiencia miserable”, principalmente porque Sam Raimi no estaba completamente satisfecho con los temas que había creado para la película, optando por pedirle a Elfman que imitase nota por nota la banda sonora temporal de la cinta (la cual era el soundtrack de Spider-Man que Elfman había compuesto previamente), en lugar de dejarle escribir algo nuevo.
El punto de quiebre para Elfman ocurrió cuándo Raimi constantemente le presionaba para que la escena de la demostración del Doctor Octopus tuviera un tema bastante igual al de la banda sonora de Hellbound: Hellraiser II del compositor Christopher Young, cosa que Elfman se negó a hacer puesto que no quería imitarlo, diciendo que mejor lo contratasen. Por tal motivo, Sony Pictures y Sam Raimi contrataron a Young para componer un tema bastante similar al de Hellbound: Hellraiser II una vez que Elfman terminó de crear su partitura:

«Ellos querían esta canción que era básicamente de Hellraiser y yo estaba como: ‘No puedo acercarme más y no voy a imitar a Christopher Young. Vete a la mierda y contrátalo’. Así que contrataron a Christopher Young para hacer una canción similar a Hellraiser, y cómo no pudo acercarse lo suficiente, terminaron por licenciar la canción de Hellraiser.»

## Composiciones de John Debney y Christopher Young
Si bien la partitura de Danny Elfman sí apareció en el corte final de la cinta, algunos de sus temas fueron sustituidos y reelaborados por los compositores John Debney y Christopher Young. 
John Debney compuso el tema «Special Delivery» para la escena en la que Peter se encuentra en su trabajo de repartidor de pizzas (aunque la segunda mitad de la partitura que Elfman compuso, «Pizza Man», aparece en el corte final de la cinta), así cómo la pieza titulada «Cake Girl», apareciendo en la escena dónde el personaje de Ursula Ditkovich (interpretada por Mageina Tovah) le ofrece una rebanada de pastel y un vaso de leche a Peter Parker, luego de que éste se encuentra reflexionando en su departamento después de no haber podido salvar a más personas del edificio en llamas. En adición, compuso la partitura titulada «Open Heart», pieza que no aparece en la película.
Por otro lado, Christopher Young, quién fue contratado originalmente por Sony para componer los temas de la demostración del Doctor Octopus, los cuáles fueron creados usando como base su partitura de Hellbound: Hellraiser II y cuyos títulos son «The Demonstration, Part I, II & III», también creó las partituras musicales de las peleas en el tren, nombradas cómo «Runaway Train, Part I & II».
De igual forma, Sony sustituyó algunas partes de la banda sonora con los temas que Elfman compuso previamente para Spider-Man, usando además los temas alternativos que no llegaron a aparecer en la cinta previa, e insertó partes del tema «Runaway Train, Part I» en la escena dónde el Doctor Octopus se enfrenta a Spider-Man en el banco de Nueva York.
Finalmente, dos canciones fueron agregadas al corte final de la película, con «Hold On» de la banda australiana Jet apareciendo en la escena que Peter Parker se alista para ir a la obra de Mary Jane, y el tema «Raindrops Keep Fallin' on My Head» de B. J. Thomas usado en la parte dónde Peter rehace su vida luego de renunciar a ser Spider-Man.
Pese a que Danny Elfman mencionó que nunca más iba a trabajar con Sam Raimi, eventualmente ambos dejarían sus diferencias de lado y volverían a colaborar juntos para crear la banda sonora de Oz the Great and Powerful y años más tarde reuniéndose nuevamente para el soundtrack de Doctor Strange: Multiverse of Madness.

## Relanzamiento
Para conmemorar el vigésimo aniversario de la película, Sony Music anunció que, tal y cómo ocurrió con su predecesor, la partitura de la película sería reeditada y lanzada en vinilo el 18 de junio de 2024.
Simultáneamente, La-La Land Records anunció que publicaría una edición expandida de la banda sonora de la película a finales de 2024, tal y como ocurrió con la partitura previa compuesta para Spider-Man. Publicado cómo una edición limitada de 3 discos, el álbum incluye la partitura original de Elfman lanzada en el 2004 y acompañado de dos bonus track, así cómo todos los temas y pasajes que llegaron a aparecer en la cinta; incluyendo temas alternativos que no aparecieron en la película, además de incorporar las composiciones hechas por Christopher Young y John Debney.

## Lista de canciones
Todas las canciones fueron compuestas por Danny Elfman, excepto en dónde se indique.
| Spider-Man 2 (Original Motion Picture Score) |                                                    |          |  |
| N.º                                          | Título                                             | Duración |  |
| 1.                                           | «Spider-Man 2 Main Title»                          | 3:21     |  |
| 2.                                           | «M.J.'s New Life / Spidus Interruptus»             | 2:31     |  |
| 3.                                           | «Doc Ock Is Born»                                  | 2:23     |  |
| 4.                                           | «Angry Arms / Rebuilding»                          | 2:51     |  |
| 5.                                           | «A Phone Call / The Wrong Kiss / Peter's Birthday» | 2:06     |  |
| 6.                                           | «The Bank / Saving May»                            | 4:27     |  |
| 7.                                           | «The Mugging / Peter's Turmoil»                    | 3:21     |  |
| 8.                                           | «Doc Ock's Machine»                                | 1:42     |  |
| 9.                                           | «He's Back!»                                       | 1:50     |  |
| 10.                                          | «Train / Appreciation»                             | 6:16     |  |
| 11.                                          | «Aunt May Packs»                                   | 2:51     |  |
| 12.                                          | «Armageddon / A Really Big Web!»                   | 6:28     |  |
| 13.                                          | «The Goblin Returns»                               | 1:36     |  |
| 14.                                          | «At Long Last, Love»                               | 2:56     |  |
| 15.                                          | «Raindrops Keep Fallin' on My Head»                | 3:14     |  |
| 45:02                                        |                                                    |          |  |

### Edición del Vigésimo Aniversario
Vinilo: Spider-Man 2 (Original Motion Picture Score)
| Lado A |                                                    |          |  |
| N.º    | Título                                             | Duración |  |
| 1.     | «Spider-Man 2 Main Title»                          | 3:21     |  |
| 2.     | «M.J.'s New Life / Spidus Interruptus»             | 2:31     |  |
| 3.     | «Doc Ock Is Born»                                  | 2:23     |  |
| 4.     | «Angry Arms / Rebuilding»                          | 2:51     |  |
| 5.     | «A Phone Call / The Wrong Kiss / Peter's Birthday» | 2:06     |  |
| 6.     | «The Bank / Saving May»                            | 4:27     |  |
| 7.     | «The Mugging / Peter's Turmoil»                    | 3:21     |  |
| 8.     | «Doc Ock's Machine»                                | 1:42     |  |
| 22:42  |                                                    |          |  |

| Lado B |                                  |          |  |
| N.º    | Título                           | Duración |  |
| 1.     | «He's Back!»                     | 1:50     |  |
| 2.     | «Train / Appreciation»           | 6:16     |  |
| 3.     | «Aunt May Packs»                 | 2:51     |  |
| 4.     | «Armageddon / A Really Big Web!» | 6:28     |  |
| 5.     | «The Goblin Returns»             | 1:36     |  |
| 6.     | «At Long Last, Love»             | 2:55     |  |
| 21:56  |                                  |          |  |

CD: Spider-Man 2 (20th Anniversary Motion Picture Score)
| Disco 1: Original Score Album |                                                    |          |  |
| N.º                           | Título                                             | Duración |  |
| 1.                            | «Spider-Man 2 Main Title»                          | 3:21     |  |
| 2.                            | «M.J.'s New Life / Spidus Interruptus»             | 2:32     |  |
| 3.                            | «Doc Ock Is Born»                                  | 2:23     |  |
| 4.                            | «Angry Arms / Rebuilding»                          | 2:51     |  |
| 5.                            | «A Phone Call / The Wrong Kiss / Peter's Birthday» | 2:07     |  |
| 6.                            | «The Bank / Saving May»                            | 4:27     |  |
| 7.                            | «The Mugging / Peter's Turmoil»                    | 3:22     |  |
| 8.                            | «Doc Ock's Machine»                                | 1:42     |  |
| 9.                            | «He's Back!»                                       | 1:50     |  |
| 10.                           | «Train / Appreciation»                             | 6:16     |  |
| 11.                           | «Aunt May Packs»                                   | 2:51     |  |
| 12.                           | «Armageddon / A Really Big Web!»                   | 6:28     |  |
| 13.                           | «The Goblin Returns»                               | 1:37     |  |
| 14.                           | «At Long Last, Love»                               | 2:59     |  |
| 15.                           | «Spidey Suite» (Album Version)                     | 4:00     |  |
| 16.                           | «Doc Ock Suite» (Album Versión)                    | 3:53     |  |
| 52:44                         |                                                    |          |  |

| Disco 2: Score Presentation |                                                       |          |  |
| N.º                         | Título                                                | Duración |  |
| 1.                          | «Spider-Man 2 Main Title»                             | 3:26     |  |
| 2.                          | «Pizza Man»                                           | 1:39     |  |
| 3.                          | «Book Troubles»                                       | 0:34     |  |
| 4.                          | «Riding To May's / Peter's Birthday»                  | 0:57     |  |
| 5.                          | «Harry Remembers / Responsible One»                   | 1:21     |  |
| 7.                          | «Apartment Transition»                                | 0:30     |  |
| 8.                          | «Theatre Montage»                                     | 2:01     |  |
| 9.                          | «Cops And Robbers»                                    | 1:25     |  |
| 10.                         | «M.J.'s New Life / Spidus Interruptus» (Film Version) | 2:08     |  |
| 11.                         | «Draggin' / A Phone Call»                             | 1:19     |  |
| 12.                         | «The Reveal»                                          | 1:16     |  |
| 13.                         | «Blue Light»                                          | 1:05     |  |
| 14.                         | «Fusion»                                              | 1:47     |  |
| 15.                         | «Mayhem / Aftermath»                                  | 1:26     |  |
| 16.                         | «Doc Ock Is Born» (Film Version)                      | 2:49     |  |
| 17.                         | «Angry Arms»                                          | 2:20     |  |
| 18.                         | «The Bank / Saving May» (Film Version)                | 5:17     |  |
| 19.                         | «Spider Fall / Rebuilding»                            | 2:30     |  |
| 20.                         | «Uncle Ben»                                           | 2:17     |  |
| 21.                         | «Happy Montage»                                       | 1:55     |  |
| 22.                         | «Peter Appeals To M.J. / Newspaper»                   | 1:30     |  |
| 23.                         | «A Mugging / Spider-Gone»                             | 1:39     |  |
| 24.                         | «Doc Ock's Machine»                                   | 1:44     |  |
| 25.                         | «Rooftop Rendezvous»                                  | 1:24     |  |
| 26.                         | «The Fire»                                            | 2:35     |  |
| 27.                         | «Peter's Turmoil»                                     | 1:46     |  |
| 28.                         | «Aunt May Packs»                                      | 2:56     |  |
| 29.                         | «Not Back Yet»                                        | 1:09     |  |
| 30.                         | «The Wrong Kiss / Almost A Kiss»                      | 2:20     |  |
| 31.                         | «A Hostage»                                           | 1:58     |  |
| 32.                         | «He's Back!» (Film Version)                           | 2:01     |  |
| 33.                         | «Train / Appreciation» (Extended Version)             | 6:30     |  |
| 1:08:30                     |                                                       |          |  |

| Disco 3: Score Presentation Continued |                                                 |          |  |
| N.º                                   | Título                                          | Duración |  |
| 1.                                    | «Out For The Count»                             | 2:06     |  |
| 2.                                    | «The Trouble With Harry»                        | 0:17     |  |
| 3.                                    | «On The Case»                                   | 2:34     |  |
| 4.                                    | «Armageddon / A Really Big Web!» (Film Version) | 7:59     |  |
| 5.                                    | «The Goblin Returns» (Film Version)             | 2:38     |  |
| 6.                                    | «At Long Last, Love»                            | 2:56     |  |
| 18:36                                 |                                                 |          |  |

| Disco 3: Additional Music |                                                    |          |  |
| N.º                       | Título                                             | Duración |  |
| 7.                        | «The Trouble With Harry» (Alternate 1)             | 0:47     |  |
| 8.                        | «The Trouble With Harry» (Alternate 2)             | 0:38     |  |
| 9.                        | «M.J.'s New Life / Spidus Interruptus» (Alternate) | 2:07     |  |
| 10.                       | «A Phone Calle» (Alternate)                        | 0:54     |  |
| 11.                       | «The Reveal» (Alternate)                           | 1:16     |  |
| 12.                       | «Doc Ock's Machine» (Alternate Mix)                | 1:44     |  |
| 13.                       | «Peter's Turmoil» (Alternate)                      | 2:01     |  |
| 14.                       | «He's Back!» (Alternate Ending)                    | 1:59     |  |
| 15.                       | «The Trouble With Harry» (Alternate)               | 18       |  |
| 16.                       | «Armageddon» (Alternate)                           | 5:39     |  |
| 17.                       | «The Goblin Returns» (Alternate Mix)               | 2:37     |  |
| 18.                       | «Bridal Chorus» (*)                                | 2:11     |  |
| 19.                       | «At Long Last, Love» (Alternate Ending)            | 2:55     |  |
| 25:30                     |                                                    |          |  |

| Disco 3: Additional Score Cues |                                   |          |  |
| N.º                            | Título                            | Duración |  |
| 20.                            | «Special Delivery» (**)           | 0:53     |  |
| 21.                            | «Open Heart» (**)                 | 1:03     |  |
| 22.                            | «The Demonstration, Part I» (†)   | 1:23     |  |
| 23.                            | «The Demonstration, Part II» (†)  | 1:07     |  |
| 24.                            | «The Demonstration, Part III» (†) | 2:36     |  |
| 25.                            | «Cake Girl» (**)                  | 1:25     |  |
| 26.                            | «Runaway Train, Part I» (†)       | 2:30     |  |
| 27.                            | «Runaway Train, Part II» (†)      | 2:11     |  |
| 13:20                          |                                   |          |  |

Notas
- * Compuesto por Richard Wagner.
- ** Compuesto por John Debney.
- † Compuesto por Christopher Young y Danny Elfman.

## Créditos
Adaptados del booklet de «Spider-Man 2 (Original Motion Picture Score)»
- Música Compuesta por Danny Elfman.
- Interpretada por The Hollywood Studio Symphony.
- Publicada por Colpix Music, Inc. (BMI) admin. por Sony/ATV Songs, LLC (BMI).
- Partitura Producida por Danny Elfman.
- Supervisor de Orquesta: Steve Bartek.
- Partitura Dirigida por Pete Anthony.
- Orquestaciones por Steve Bartek, Edgardo Simone, David Slonaker y Mark McKenzie.
- Orquestación Adicional por Marc Mann.
- Partitura Dirigida por Pete Anthony.
- Partitura Grabada y Mezclada por Dennis Sands.
- Supervisor MIDI y Preparación por Marc Mann.
- Editor Musical: Bill Abbott.
- Editor de Soundtrack: Shie Rozow.
- Asistente de Editor Musical: Denise Okimoto.
- Operador Pro Tools: Noah Snyder.
- Soporte Tecnológico: Ernie Lee.
- Preparación Musical por Julian Bratolyubov.
- Preparación Musical Adicional por Ron Vermillion.
- Orquesta Contratada por The Music Team y Debbi Datz-Pyle.
- Partitura Grabada en “Sony Pictures Scoring Stage” (Culver City, California).
- Ingeniero de Escenario: Greg Loskorn.
- Sonidista: Adam Michalak.
- Tramoyistas: Mark Eshelman y Bryan Clements.
- Partitura Mezclada en “Eastwood Scoring Stage” en Warner Bros. (Burbank, California).
- Ingenieros Asistentes de Mezcla: Greg Dennn y Ryan Robinson.
- Masterizado por Patricia Sullivan Fourstar en “Bernie Grundman Mastering” (Hollywood, California).

Raindrops Keep Falling on My Head
- Interpretada por B.J. Thomas.
- Escrita por Burt Barach y Hal David.
- Publicada por WB Music Corp. (ASCAP) o/b/o itself y New Hidden Valley Music Company (ASCAP); Casa David (ASCAP).

Cortesía de King Records Inc.